# Husinka
Husinka – wieś w Polsce położona w województwie lubelskim, w powiecie bialskim, w gminie Biała Podlaska.
W latach 1975–1998 miejscowość administracyjnie należała do województwa bialskopodlaskiego.
Wieś jest sołectwem w gminie Biała Podlaska. Według Narodowego Spisu Powszechnego z roku 2011 wieś liczyła 116 mieszkańców.
We wsi znajduje się cmentarz żołnierzy Armii Czerwonej.
Wierni Kościoła rzymskokatolickiego należą do parafii św. Michała Archanioła w Woskrzenicach Dużych.

## Historia

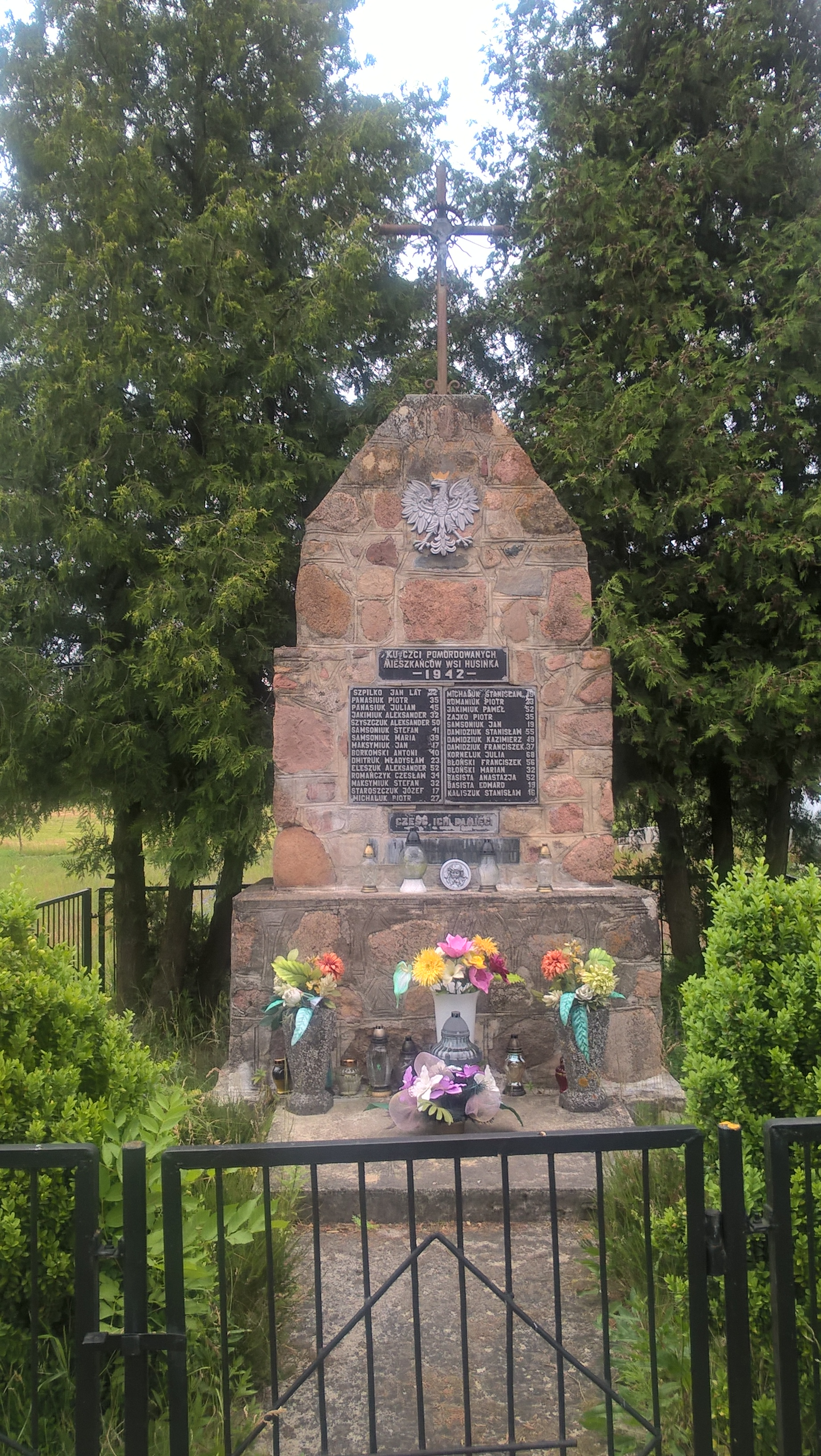

Dnia 27 października 1942 roku oddział policji niemieckiej SS dokonał pacyfikacji wsi. Powodem była pomoc, udzielana przez mieszkańców, jeńcom radzieckim zbiegłym z pobliskiego obozu w Kaliłowie. Żandarmi otoczyli wieś i wygnali wszystkich jej mieszkańców. 
Zastrzelono na miejscu 6 osób, ponadto pięciu mężczyzn z Husinki zabrano do koszar policji w Białej Podlaskiej. Pozostali mieszkańcy trafili do Obozu Zagłady na Majdanku koło Lublina. Kobiety zwolniono stamtąd po roku, zaś większość mężczyzn zginęła w obozie. Po pacyfikacji wieś rozebrano. Zniszczonych zostało 16 budynków mieszkalnych, 28 stodół i 18 obór.